# Dilsa Demirbag-Sten
 (avril 2017).
Dilsa Demirbag-Sten, née le 10 octobre 1969, est une journaliste et essayiste suédoise d'origine kurde. Elle est particulièrement engagée sur les questions relatives aux droits des femmes, aux crimes d'honneur, à l'intégration des étrangers et à l'Islam. Elle collabore régulièrement aux quotidiens suédois Dagens Nyheter, Expressen et Östgöta Correspondenten.
Elle a été conseillère de Leif Blomberg lorsqu'il était responsable du Ministère suédois de l'Intégration.